# Nous Horitzons (Xipre)
Nous Horitzons (grec Νέοι Ορίζοντες, Neoi Orizontes, NEO) fou un partit polític de Xipre. A les eleccions legislatives xipriotes de 1996 va treure l'1,71% dels vots i no va obtenir representació parlamentària, però a les de 2001 va obtenir el 3% i un escó. Ha estat membre del Partit Demòcrata Europeu. El 2005 es va fusionar amb Evropaiki Dimokratia, dissidents de Reagrupament Democràtic, per a fundar el Partit Europeu que va obtenir 3 diputats al parlament nacional.